# 신성 로마 제국의 기 목록
신성 로마 제국은 국기가 없었으며, 대신에 신성 로마 제국의 황제가 사용하였던 휘장이 있었다. 황금색 바탕에 검독수리가 들어가 있는 형태인데, 검은색과 황금색은 황제를 상징하는 색상이다. 13세기 후 또는 14세기 초가 지나면서 독수리의 발톱과 부리는 붉은색으로 바뀌었다. 15세기 초부터는 쌍두독수리로 교체되었다.

## 황제의 기
| 기 | 사용기간          | 쓰임                             | 설명                                                                          |
| -- | ----------------- | -------------------------------- | ----------------------------------------------------------------------------- |
|    | 1401년 이전       | 신성 로마 제국 황제의 휘장       | 황금색 바탕 위에 붉은색 발톱과 머리 위의 후광으로 장식한 검독수리로 구성      |
|    | 1400년경 - 1806년 | 신성 로마 제국 황제의 휘장       | 황금색 바탕 위에 붉은색 발톱과 머리 위의 후광으로 장식한 쌍두 검독수리로 구성 |
|    | 1437년 - 1493년   | 프리드리히 3세의 휘장            | 기존의 휘장에 프리드리히 3세의 이 그려진 방패를 추가로 삽입                   |
|    | 1493년 - 1556년   | 막시밀리안 1세와 카를 5세의 휘장 | 기존의 휘장에 막시밀리안 1세의 문장이 그려진 방패를 추가로 삽입               |

## 군기
| 기 | 사용기간        | 쓰임                       | 설명                                         |
| -- | --------------- | -------------------------- | -------------------------------------------- |
|    | 1200년 - 1350년 | 신성 로마 제국 황제의 군기 | 붉은색 바탕 위에 하얀색 그리스 십자가로 구성 |